# Петросян, Норик Хачикович
Нори́к Хачи́кович Петрося́н (арм. Նորիկ  Պետրոսյան; 7 ноября 1939, село Сарухан, район имени Камо) — советский и армянский политический и общественный деятель.
- 1964 — окончил Армянский государственный педагогический институт им . Хачатура Абовяна.
- 1979 — академию общественных наук при ЦК КПСС (Москва). Историк, филолог. Журналист.
- 1965—1969 — работал в редакции газет «Снам», «Ленинский флаг», «Советская школа» начальником отдела письма, ответственным секретарём, публицистом.
- 1969—1982 — Гостелерадио Армянской ССР; старший редактор, заместитель главного редактора, а позже главный редактор.
- 1982—1995 — заместитель редактора, начальник отдела газеты «Советская Армения».
- 1995—1999 — главный редактор газеты «Армянский коммунист».
- 3 ноября 1999 — избран депутатом парламента. Член постоянной комиссии по финансово-бюджетным и экономическим вопросам. Секретарь ЦК КПА.